# Едвард Фредерік Бенсон
Едвард Фредерік Бенсон (англ. Edward Frederic Benson Веллінгтон-коледж, Беркшир 24 липня 1867 — Лондон, 29 лютого 1940) — англійський романіст, автор спогадів та біографій, син архієпископа Кентерберійського Едварда Вайта Бенсона.

## Життєпис
Едвард Фредерік Бенсон народився 24 липня 1867 у Беркширі, де його батько очолював Веллінгтон-коледж. Він був п'ятою дитиною в сім'ї Мері Сідуік Бенсон та Едварда Вайта Бенсона. Батько Бенсона був каноніком Лінкольнского собору, потім єпископом Труро у графстві Корнуолл і нарешті з 1883 по 1896 рік архієпископом Кентербері.

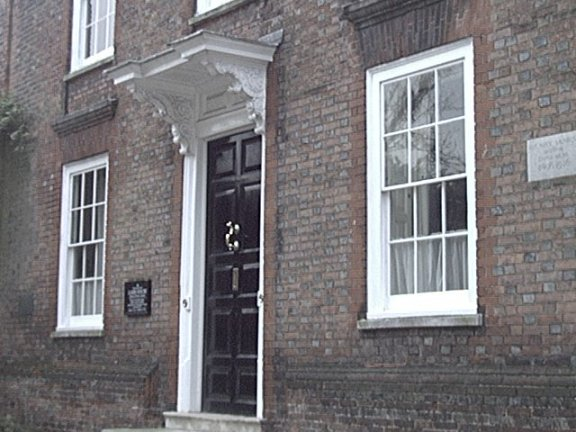
Лемб-Гаус, будинок Е. Ф. Бенсона у м. Рай, описаний у серії романів про Люсію

Фредерік або Фред, як називали його в родині, вчився у школі Темпл Гроув в Іст Шині, графство Суррей, де виявив особливу схильність до музики та англійської мови, що не завадило йому бути одним з найгірших учнів, можливо через те, що він любив смішити приятелів і пустувати. Потім він навчався у коледжі Мальборо (Вілтшир), де провів шість років. У Мальборо Бенсон багато часу приділяв спорту.
У двадцятирічному віці він вступив у Кінгз Коледж, Кембридж. Бенсон закінчив його з відзнакою, отримавши спеціальність археолога і придбавши пристрасть до всього, що пов'язано з Грецією. Першими проведеними їм великими розкопками стали розкопки під стінами міста Честера, де він зробив багато важливих відкриттів. Звідти Бенсон вирушив до Афін, щоб відвідувати британську Археологічну школу.
У своїй першій книзі «Нариси з Мальборо» (1888) він з любов'ю згадував про шкільні дні. Перший роман «Додо» (1893) приніс автору успіх та загальне визнання. Центральний персонаж роману — чарівна, цікава, повна гумору, безсердечна, аморальна жінка, зачаровує оточуючих і одночасно приносить величезні біди.

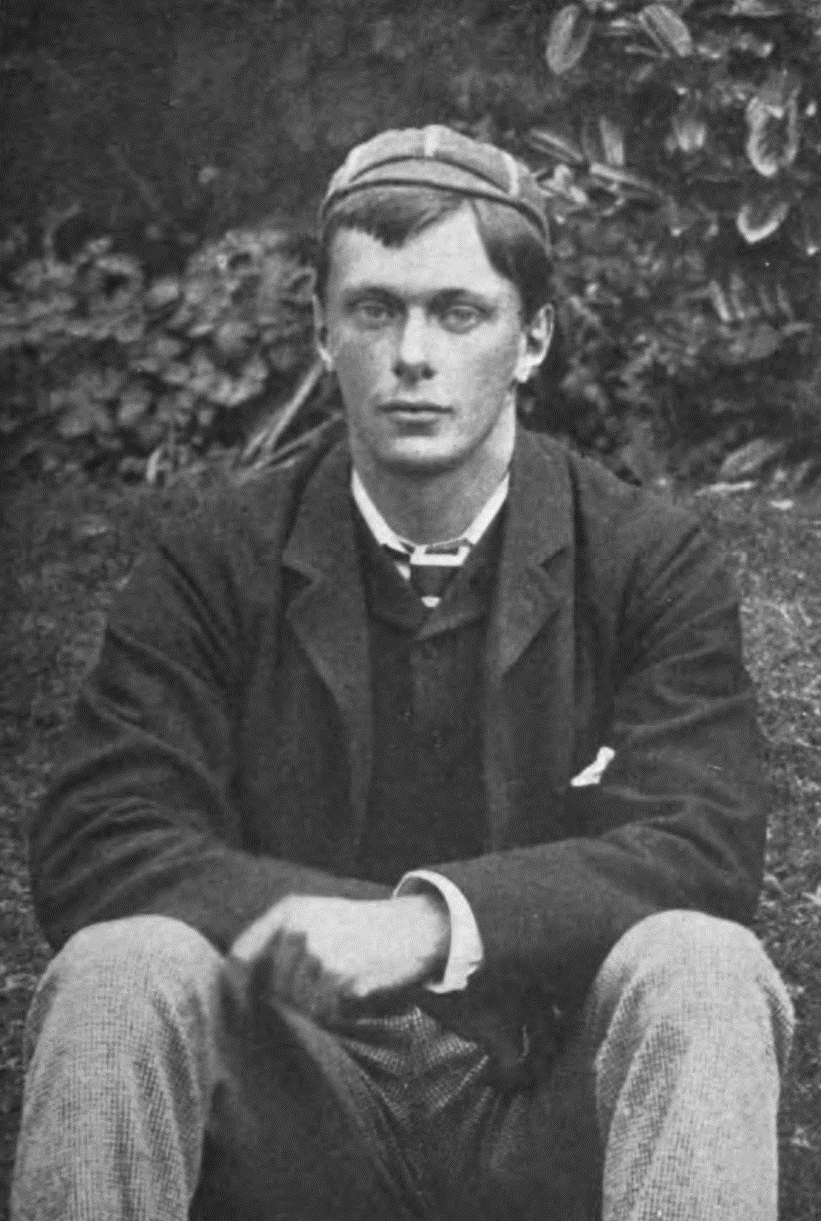
Фред, 1886 рік

Бенсон, у ті моменти, коли він не подорожував і не брав участь в археологічних експедиціях, жив разом з батьками у Кентерберійському архієпископстві. Він постійно писав і за своє життя створив близько сотні книг, безліч оповідань, статей та брошур.
Після смерті батька, сімейство переїхало спочатку в Вінчестер, а потім у будинок, що знаходився неподалік від Горстед Кінс в Сассексі. Фред підготував до друку книгу свого батька про життя Св. Кипріяна, над якою той працював протягом 30 років.
Пізніше недовгий час він служив адміністратором фонду Червоного Хреста, створеного для допомоги грецьким біженцям з Фессалії, жертвам греко-турецької війни 1897. Діяльність ця була пов'язана з деякою небезпекою, але дала матеріал для майбутніх книг. На зворотному шляху до Англії Бенсон відвідав Капрі і полюбив цей острів, що відбилося у багатьох його творах. 1918 року померла мати Бенсона.
Сьогодні Бенсон найбільш відомий, можливо, завдяки серії книг, в яких дійовими особами є Еммелін Лука (Люсія) і Елізабет Мапп. Історії про Мапп і Люсії стали основою десятигодинного телесеріалу, знятого у 1980-х роках.
Крім того Бенсон також написав ряд книг, які приносять неоціненну користь тим, хто вивчає соціальну та династичну історію часів Першої світової війни. У них йдеться про королеву Вікторію, про її дочок, короля Едварда VII, їх родичів і про те, як вибухнула війна.

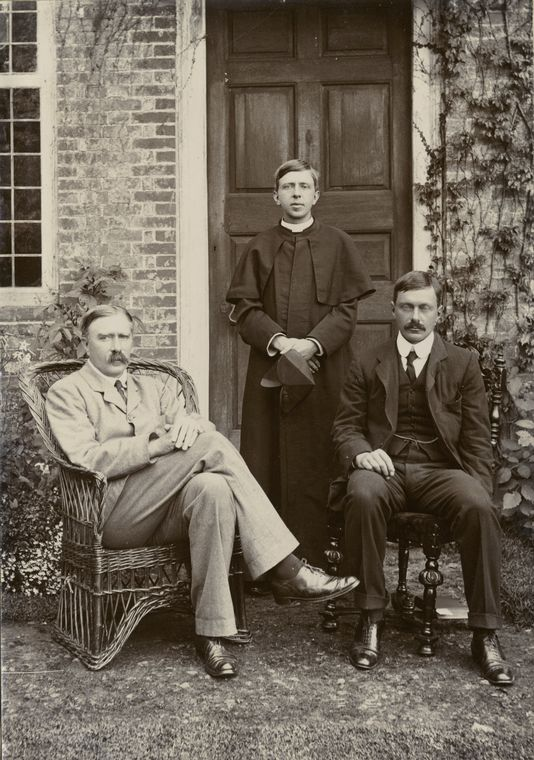
Брати Бенсони — Артур, Роберт Г'ю, Фред

Зв'язок Бенсона зі старовинним містом Рай почалася у 1900 році, коли він вперше відвідав романіста Генрі Джеймса (Henry James) в його будинку «Лем-Гауз» (Lamb House). Кількох років після смерті Генрі Джеймса Бенсон орендував частину «Лем-Гауса». Він працював у Міністерстві закордонних справ у Лондоні, але відпочивав у вихідні у м. Рай. 1920 року він підписав повний орендний договір і прожив в «Лем-Гаус» до самої смерті. Бенсон тричі обирався на пост мера міста Рай наприкінці 1930-х.
У 1938 році він став почесним членом Коледжу Магдалини, Кембридж, раніше такої честі були удостоєні Томас Гарді та Редьярд Кіплінг.
Едвард Фредерік Бенсон помер 29 лютого 1940 від раку гортані, через десять днів після того, як представив свій останній рукопис видавцеві. Це був «Остаточний варіант», шедевр мемуаристики. Бенсон похований на міському цвинтарі.

## Ососбисте життя

### Сім'я
Розумні та освічені були сестри і брати Бенсона. Всі вони, крім первістка Мартіна, який помер у віці 17 років, публікувались. Артур став майстром Коледжу Магдалени в Кембриджі. Він був автором багатьох романів, створив життєпис Едварда Вайта Бенсона (Edward White Benson, ряд теологічних трактатів, мемуари. Він же став автором гімну «Земля надії та слави». Меггі і Неллі померли молодими, однак встигли проявити себе у археології та літературі. Г'ю, який спочатку сповідував англіканство, потім став єзуїтом і плідним романістом, писав він і теологічні трактати.
- Едвард Вайт Бенсон (Edward White Benson[en], 14.07.1829 — 11.10.1896) — батько

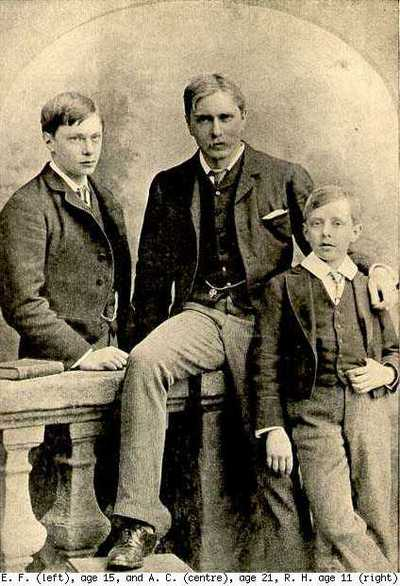
Фред, ліворуч (15 років), з братами — Артур у центрі (21 рік), праворуч Роберт Г'ю (11 років)

- Мері В. Сейджвік (Mary W. Sidgwick, 1841—1918) — мати
- Мартін В. Бенсон (Martin W. Benson, 1860—1878) — брат
- Артур Крістофер Бенсон (Arthur Christopher Benson[en], 24.04.1862 — 17.06.1925) — брат
- Мері Елеанор Бенсон (Mary Eleanor Benson, 1863—1890) — сестра
- Меггі Бенсон (Maggie Benson, 16.06.1865 — … 05,1916) — сестра
- Роберт Г'ю Бенсон, 18.11.1871 — 19.10.1914) — брат

### Сексуальна орієнтація
Едвард Бенсон був гомосексуалом.

## Доробок

### Романи
- 1893 — Додо (Dodo)
- 1894 — Рубікон (The Rubicon)
- 1895 — Судові звіти (The Judgment Books)
- 1896 — Обмеження (Limitations)
- 1897 — Малюк Б. А. (The Babe B. A.)
- 1898 — Збут грошей (The Money Market)
- 1898 — Збір винограду (The Vintage)
- 1899 — Капсіна (The Capsina)
- 1899 — Маммон і компанія (Mammon & Co.)
- 1900 — Принцеса Софія (The Princess Sophia)
- 1901 — Удача Вейлза (The Luck of the Vails)
- 1902 — Скарлетт і Гіссоп (Scarlet and Hyssop)
- 1903 — Валькірії (The Valkyries)
- 1903 — Справа в болоті (An Act in a Backwater)
- 1903 — Книга місяців (The Book of Months)
- 1903 — Безжалісне місто (The Relentless City)
- 1904 — Челонери (The Challoners)
- 1905 — Малюнок на піску (The Image in the Sand)
- 1906 — Поль (Paul)
- 1906 — Ангел болю (The Angel of Pain)
- 1907 — Котушки (Sheaves)
- 1907 — Будинок оборони (The House of Defence)
- 1908 — Альпініст (The Climber)
- 1908 — Книга для записів (The Blotting Book)
- 1909 — Жнива (A Reaping)
- 1910 — Тітка Дейзі (Daisy's Aunt)
- 1910 — Осборни (The Osbornes)
- 1911 — Джаггернаут (Juggernaut)
- 1911 — Рахунок до оплати (Account Rendered)
- 1912 — Місіс Еміс (Mrs. Ames)
- 1913 — Дочка Додо (Dodo's Daughter)
- 1913 — Торла Вієрі (Thorley Wier)
- 1913 — Діряве суденце (The Weaker Vessel)
- 1914 — Ерандел ((Arundel)
- 1914 — Додо другий (Dodo the Second)
- 1915 — Оклейтери (The Oakleyites)
- 1916 — Майк (Мік): Цикл Девід Blaze (David Blaize):

- 1916 — Девід Блейз (David Blaize)
- 1918 — Девід Блейз і Сині Двері (David Blaize and the Blue Door)
- 1924 — Девід-король (David of King's)

- 1916 — (The Freaks of Mayfair)
- 1917 — Містер Тедді (Mr. Teddy)
- 1917 — Осіннія сівба (An Autumn Sowing)
- 1918 — Вгору і вниз (Up and Down)
- 1919 — Через струмок (Across the Stream)
- 1919 — Робін Ліннет (Robin Linnet): Цикл «Мапп і Люсія» (Mapp and Lucia):

- 1920 — Королева Люсія (Queen Lucia)
- 1922 — Міс Мапп (Miss Mapp), роман містить у собі також оповідання «Самозванець» (The Male Impersonator, опублікований окремо у 1929 році)
- 1927 — Люсія в Лондоні (Lucia in London)
- 1931 — Мапп і Люсія (Mapp and Lucia)
- 1935 — Досягнення Люсії (Lucia's Progress)
- 1939 — Неприємності Люсії (Trouble for Lucia)

- 1921 — Коханці та друзі (Lovers and Friends)
- 1921 — Чудеса Додо (Dodo Wonders)
- 1922 — Пітер (Peter): Ділогія «Колін» (Colin):

- 1923 — Колін (Colin)
- 1925 — Колін 2 (Colin II)

- 1924 — Алан (Alan)
- 1925 — Рекс (Rex)
- 1926 — Мезонін (Mezzanine)
- 1926 — Фарисей і шинкар (Pharisees and Publicans)
- 1929 — Прибуткові гості (Paying Guests)
- 1930 — Спадкоємець: Історія юнака (The Inheritor: A Story of Youth).
- 1932 — Життєві секрети (Secret Lives)
- 1933 — Муки золота (Travail of Gold)
- 1934 — Вороняча зграя (Raven's Brood)

### П'єси
- 1902 — Тітка Дженні (Aunt Jeannie) (не опубліковано)
- 1905 — Додо: Подробиці вчорашнього дня (Dodo: A Detail of Yesterday) (поставлена в Лондоні)
- 1906 — Друзі в саду (Друг в саду) (не опубліковано)
- 1913 — Гей, на Захід! (Westward Ho!) (поставлена в Лондоні)
- 1915 — Обід у вісім (Dinner for Eight) (не опубліковано)
- 1928 — Удача Вейлза (Luck of the Vails) (поставлена в Лондоні)

### Біографічні книги
- 1925 — Мати (Mother)
- 1927 — Сер Френсіс Дрейк (Sir Francis Drake)
- 1928 — Життя Алківіада (The Life of Alcibiades)
- 1929 — Фердинанд Магеллан (Ferdinand Magellan)
- 1932 — Шарлотта Бронте (Charlotte Bronte)
- 1933 — Король Едвард VII (King Edward VII)
- 1935 — Королева Вікторія (Queen Victoria)
- 1939 — Дочка королеви Вікторія (Queen Victoria's Daughters)
- 1940 — Остаточний варіант (Final Edition)

### Фільмографія та екранізації
- 1985—1986 — Mappo і Люсі (Mapp & Lucia) — телесеріал (Велика Британія)
- 1975 — Місіс Емвоз (Mrs. Amworth) (Велика Британія)
- 1945—1945 — Мрець в ночі (Dead of Night) (Велика Британія)